# Altered Images
Altered Images ist eine britische Pop-/New-Wave-Band, die im März 1979 in Glasgow gegründet wurde, sich 1984 auflöste und seit 2021 wieder zusammen arbeitet.

## Bandgeschichte
Zusammen mit Clare Grogan (Gesang) und Gerard ‚Caesar‘ McNulty (Gitarre) gründeten die Schulfreunde John McElhone (Gitarre), Tony McDaid (E-Bass) und Michael ‚Tich‘ Anderson (Schlagzeug) die Altered Images im März 1979. Der Name geht auf das Plattencover der Buzzcocks-Single Promises von 1978 zurück. Sängerin Grogan war schon in dem britischen Kinofilm Gregory’s Girl und später in Comfort and Joy zu sehen. Im August selben Jahres gab die Gruppe ihr Livedebüt im Glasgower Club Countdown.
Erste Demobänder brachten Bassist Steven Severin von Siouxsie and the Banshees dazu, Altered Images in das Vorprogramm ihrer England-Tour von 1980 aufzunehmen. Severin produzierte im Februar 1981 für Epic auch ihre erste Single Dead Pop Stars, welche „ebenso kritisch wie selbstironisch den kurzlebigen Ruhm im Popgeschäft thematisierte“, jedoch vom Publikum ignoriert wurde. Der bekannte britische Radio-DJ John Peel wurde nach einem Auftritt beim Futurama Festival im nordenglischen Leeds auf die Band aufmerksam. Ganz anders als Dead Pop Stars erging es dem von Martin Rushent produzierten Nachfolger Happy Birthday. Die Single wurde 1981 der Überraschungshit und erreichte Platz zwei in den britischen Singlecharts.
Happy Birthday lautete auch der Titel des ersten Albums, das unter der Regie von Steve Severin aufgenommen wurde. Für die Aufnahmen wurde die Besetzung um Jim McKinven (Gitarre) ergänzt. McKinven ersetzte Gerard „Caesar“ McNulty, der nach seinem Weggang die Band The Wake gründete. Für ihre zweite Platte Pinky Blue, eingespielt im Frühjahr 1982, konnte wieder Martin Rushent als Produzent verpflichtet werden. Das Album lieferte drei Hitsingle-Auskopplungen, darunter eine Coverversion von Neil Diamonds Song Sung Blue. McKinven und Anderson verließen die Band im Juli 1982. McKinven wurde durch Steve Lironi ersetzt, die Band blieb jedoch ohne festen Schlagzeuger. Die von Mike Chapman produzierte Single Don’t Talk To Me About Love vom März 1983 konnte sich ebenfalls erfolgreich in den Charts platzieren. Im Juni 1983 erschien das dritte Album Bite. Die Produktion des Albums übernahm Mike Chapman zusammen mit Tony Visconti, der neben der Produktion einiger Titel vor allem die Streicher arrangierte.
1984 löste sich Altered Images offiziell auf. Grogan verfolgte weiter ihre Schauspielkarriere und veröffentlichte Soloplatten, Gitarrist Johnny McElhone gründete zunächst die Band Hipsway, die mit der Single The Honeythief einen Charterfolg in den britischen Singlecharts und Billboard Hot 100 verbuchen konnte, bevor er 1986 zusammen mit Sharleen Spiteri die Band Texas gründete.
Im August 2022 veröffentlichte die wiedervereinigte Band das Album Mascara Streakz.

## Diskografie
- Happy Birthday (1981, Epic)
- Pinky Blue (1982, Epic)
- Bite (1983, Epic)
- Mascara Streakz (2022, Cooking Vinyl Records)